# Олтак
Олтак — царь дандариев и колхов в I веке до н. э, союзник царя Митридата VI.

## Биография
Упоминается у Плутарха, как союзник понтийского царя Митридата VI в Третьей Митридатовой войне. Олтак славился храбростью в бою и был близким и преданным советником Митридата VI, пообещав ему убить римского полководца Луция Лукулла. После притворной ссоры с Митридатом, обидевшись на него, Олтак перебежал в римский лагерь и был хорошо принят Лукуллом, с которым он близко подружился.  
Когда Олтак решился на убийство Лукулла, он приказал своим слугам вывести коня за пределы лагеря, а сам пытался проникнуть в палатку к Лукуллу. У входа в палатку его остановил слуга римского полководца Менедем, который ему сказал что Лукулл спит. Однако Олтак не хотел уходить и хотел войти, но Менедем выгнал его и Олтак вернулся в лагерь Митридатова войска.
Его также отождествляют с Олфаком, царём колхов, который в 61 году до н. э. шёл впереди колесницы Гнея Помпея Великого с детьми и родственниками Митридата VI во его время триумфа в Риме.